# Tornado Luxembourg
Tornado Luxembourg je profesionální lucemburský hokejový tým. Byl založen v roce 1987. Domovský stadion se jmenuje Kockelscheuer Arena v Kockelscheieru s kapacitou 1000 lidí.

## Vítězství
- Regionalliga-Mitte - 1989